# Tynset
Tynset és un municipi situat al comtat d'Innlandet, Noruega. Té 5.580 habitants (2016) i la seva superfície és de 1.879 km². El centre administratiu del municipi és el poble homònim. És part de la regió tradicional d'Østerdalen.

## Etimologia
El topònim del municipi (originalment una parròquia) prové del nom de l'antiga granja Tynset (en nòrdic antic: Tunnused), ja que la primera església va ser construïda allí. El primer element és el cas genitiu del nom del riu Tunna (ara Tonna); l'últim element es deriva de setr que significa "casa" o "granja". (El significat del nom del riu és desconegut.) Abans del 1918, el nom va ser escrit "Tonset" (que es pronuncia Teunset, el diftong equivalent a la dels francès: bleu).

## Història
Tynset és esmentat directament per primera vegada el 1211, quan l'arquebisbe de Nidaros consagrà una nova església de fusta. Aleshores només hi vivien unes quantes desenes d'habitants, que s'agrupaven al voltant de l'església de la vila.
La parròquia de Tønsæt s'establí com a municipi l'1 de gener de 1838. Malgrat que el municipi d'Alvdal originalment fos una part de Tynset, es convertí en un municipi independent el 1864. L'antic municipi de Kvikne es va fusionar amb Tynset el 1966.

### Escut d'armes
L'escut d'armes és relativament modern. Se'ls va concedir el 18 d'octubre de 1985. L'escut mostra un ant platejat sobre un fons blau. Posaren un ant a l'escut per l'abundància d'aquesta espècie a la zona.

## Geografia

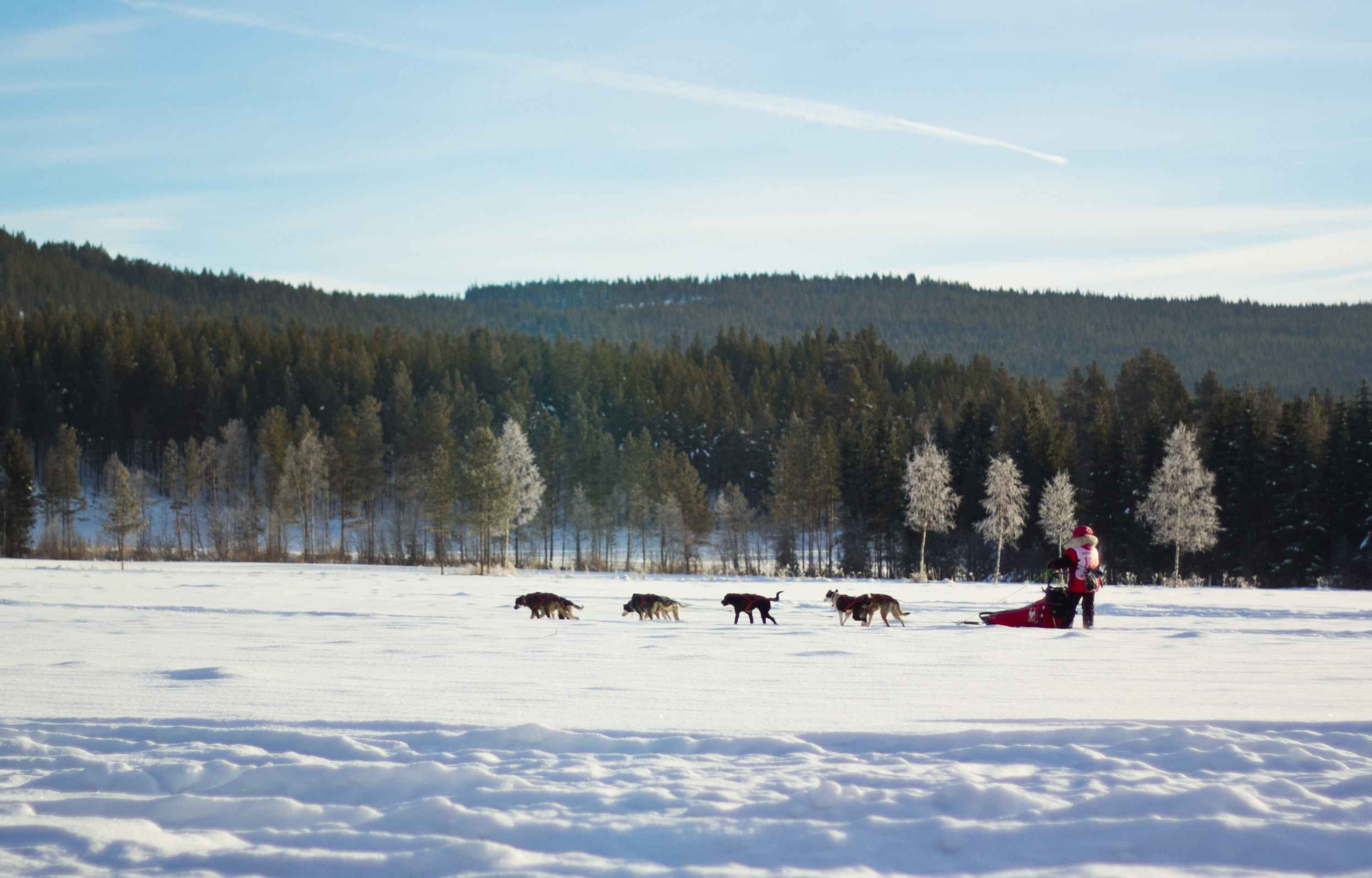
Un trineu mogut per gossos (múixing), als voltants de Tynset.

Tynset és el centre cultural de la regió tradicional d'Østerdalen. El municipi es troba a 480 msnm; és el poble situat a més alçada de Hedmark, ja que es troba al principi d'una vall. Limita al nord amb Tolga, al sud amb Rendalen, a l'est amb Alvdal i el comtat d'Oppland i a l'oest amb Folldal. Limita amb Tolga al nord-est, amb Rendalen i Alvdal al sud, amb Folldal a l'oest, amb Rennebu i Midtre Gauldal al nord, i amb Oppdal a l'oest.

### Activitats a l'aire lliure
Tynset és coneguda per les seves extenses àrees de bosc i de muntanya, que són ideals per a l'esquí, el senderisme, el ciclisme, la caça i la pesca. En moltes àrees hi ha senders senyalitzats i pistes d'esquí a l'hivern.

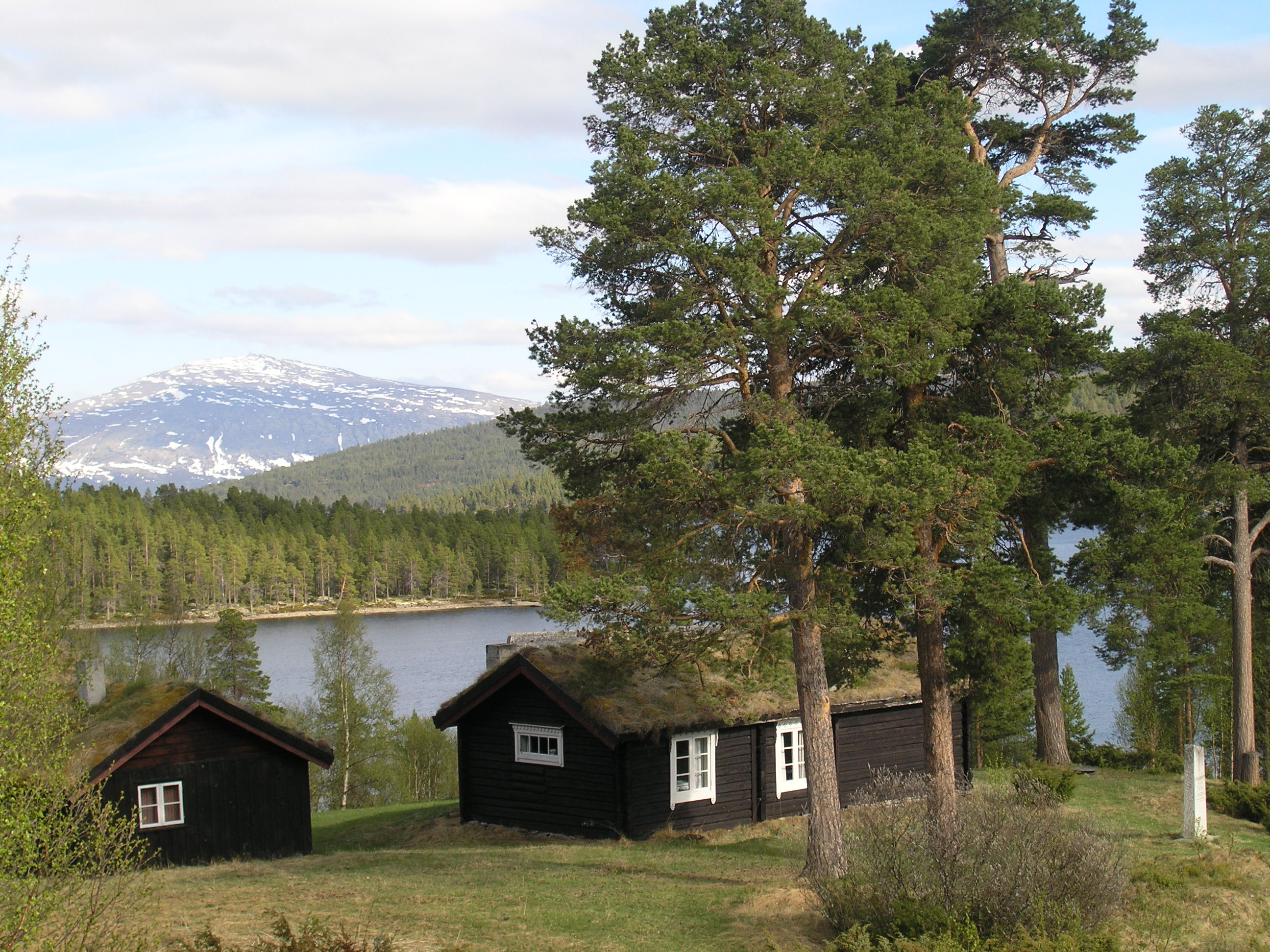
Cases prop del riu a l'estiu.

### Geologia
Tynset té moltes àrees força interessant geològicament, que es consideren dins del patrimoni nacional. Les formacions geològiques de Ripan i Gammeldalen són summament interessants. El Ripan és un llac format per una glaciació durant l'última Edat de Gel i a Gammeldalen s'hi troben alguns circs molt ben formats de la mateixa època.

### LesSeters
Tynset és un dels pocs municipis que té moltes de les seves granges de muntanya (Seters) encara en ús, i és possible visitar aquestes granges caminant, sent una experiència valuosa, tant per a nens com per a adults. El municipi també lloga xalets, que pertanyien a granges de muntanya.

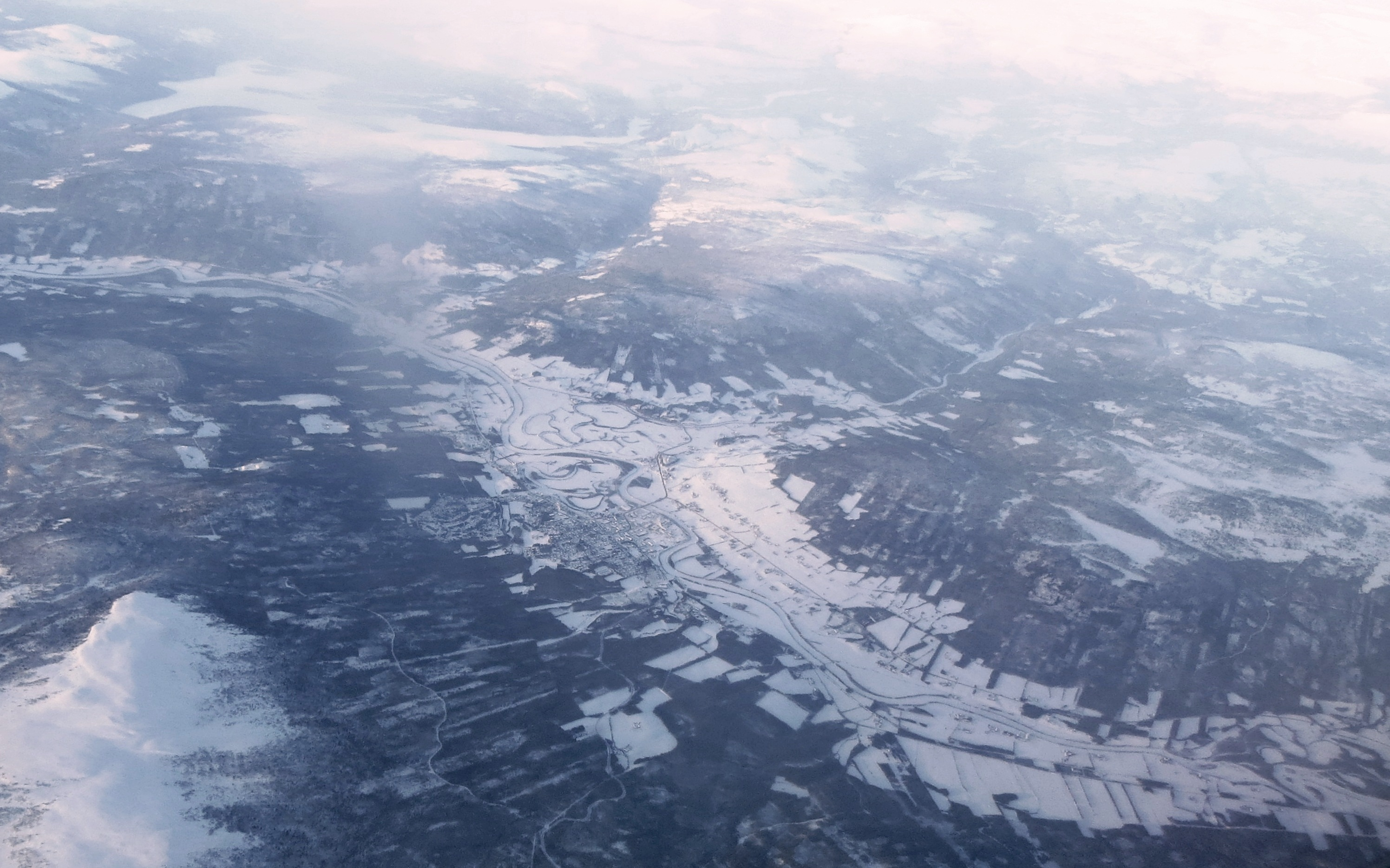
A l'hivern tot el municipi queda cobert d'un mantell de neu que no desapareix fins a finals d'abril. La temperatura mínima absoluta mai registrada a Tynset es va donar l'1 de febrer de 1912, quan el termòmetre va baixar fins als -46.6 °C

## Clima
El clima de Tynset és subàrtic continental, amb hiverns molt freds, estius frescos i precipitacions irregulars i en general minses. La diferència entre la temperatura diürna i la nocturna és força notable, sobretot a l'estiu. En aquest municipi s'hi donen dels hiverns més freds de Noruega, només comparables amb els de l'altiplà Finnmarksvidda, a l'extrem nord del país.
La temperatura mitjana anual és de -0.03 °C. El mes més fred és el gener, amb una mitjana de −13.3 °C. El mes més càlid és el juliol, amb una mitjana de 12.4 °C. Durant sis mesos de l'any la temperatura mitjana és sota els 0 °C, i tan sols en tres és superior als 10 °C. Hi ha 226 dies anuals amb temperatures -0, fins i tot a l'estiu. A l'estiu, però, és habitual que les màximes superin els 15 °C. La màxima absoluta es va donar el 27 de juliol de 2008, quan la temperatura va arribar als 31,3 °C. La mínima absoluta es va donar l'1 de febrer de 1912, quan la temperatura va arribar als −46,6 °C.
Les precipitacions són en general poc abundants i irregulars, amb una mitjana anual de 480 mm. El mes més plujós és el juliol amb 80 mm, i el més sec és el l'abril, amb 18 mm. A l'hivern les precipitacions gairebé sempre són en forma de neu, però aquestes són molt escasses. A l'estiu, en canvi, les precipitacions són molt abundants. Hi ha 31 dies de pluja, i 9 dies de neu.
| Dades climàtiques a Tynset                          | Dades climàtiques a Tynset | Dades climàtiques a Tynset | Dades climàtiques a Tynset | Dades climàtiques a Tynset | Dades climàtiques a Tynset | Dades climàtiques a Tynset | Dades climàtiques a Tynset | Dades climàtiques a Tynset | Dades climàtiques a Tynset | Dades climàtiques a Tynset | Dades climàtiques a Tynset | Dades climàtiques a Tynset | Dades climàtiques a Tynset |
| Mes                                                 | gen                        | febr                       | març                       | abr                        | maig                       | juny                       | jul                        | ag                         | set                        | oct                        | nov                        | des                        | anual                      |
| --------------------------------------------------- | -------------------------- | -------------------------- | -------------------------- | -------------------------- | -------------------------- | -------------------------- | -------------------------- | -------------------------- | -------------------------- | -------------------------- | -------------------------- | -------------------------- | -------------------------- |
| Màxima rècord °C (°F)                               | 7 (45)                     | 11 (52)                    | 12 (54)                    | 13 (55)                    | 21 (70)                    | 27 (81)                    | 31 (88)                    | 23 (73)                    | 18 (64)                    | 17 (63)                    | 7 (45)                     | 10 (50)                    | 31.3 (88.3)                |
| Màxima mitjana °C (°F)                              | −7.8 (18)                  | −5.5 (22.1)                | 0.7 (33.3)                 | 5.2 (41.4)                 | 12.0 (53.6)                | 16.7 (62.1)                | 17.8 (64)                  | 16.6 (61.9)                | 11.2 (52.2)                | 5.4 (41.7)                 | −2.3 (27.9)                | −6.3 (20.7)                | 5.31 (41.56)               |
| Mitjana diària °C (°F)                              | −13.3 (8.1)                | −11.8 (10.8)               | −5.5 (22.1)                | −0.3 (31.5)                | 6.7 (44.1)                 | 11.2 (52.2)                | 12.4 (54.3)                | 10.8 (51.4)                | 6.2 (43.2)                 | 1.5 (34.7)                 | −6.6 (20.1)                | −11.6 (11.1)               | −0.03 (31.95)              |
| Mínima mitjana °C (°F)                              | −18.3 (−0.9)               | −17.0 (1.4)                | −11.6 (11.1)               | −5.5 (22.1)                | 0.7 (33.3)                 | 5.1 (41.2)                 | 6.8 (44.2)                 | 5.7 (42.3)                 | 2.2 (36)                   | −1.8 (28.8)                | −10.5 (13.1)               | −16.6 (2.1)                | −5.03 (22.95)              |
| Mínima rècord °C (°F)                               | −42 (−44)                  | −46 (−51)                  | −37 (−35)                  | −17 (1)                    | −7 (19)                    | −5 (23)                    | −2 (28)                    | −2 (28)                    | −8 (18)                    | −12 (10)                   | −28 (−18)                  | −25 (−13)                  | −46.6 (−51.9)              |
| Precipitació mitjana mm (polzades)                  | 22 (0.87)                  | 18 (0.71)                  | 19 (0.75)                  | 16 (0.63)                  | 62 (2.44)                  | 54 (2.13)                  | 80 (3.15)                  | 59 (2.32)                  | 52 (2.05)                  | 41 (1.61)                  | 30 (1.18)                  | 27 (1.06)                  | 480 (18.9)                 |
| Mitjana de dies de pluja                            | 0                          | 0.1                        | 0.2                        | 0.6                        | 3                          | 8                          | 8                          | 8                          | 3.8                        | 0.9                        | 0.3                        | 0                          | 32.90                      |
| Mitjana de dies de neu                              | 3                          | 2                          | 2                          | 1                          | 2                          | 0.2                        | 0                          | 0.05                       | 0.2                        | 2                          | 3                          | 4                          | 19.45                      |
| Percentage d'hores de sol                           | 7.3                        | 9.7                        | 12.6                       | 15.8                       | 19.5                       | 22.1                       | 20.3                       | 16.9                       | 13.6                       | 10.6                       | 7.9                        | 6.3                        | 13.6                       |
| Font #1: Alle verdier gjelder for perioden 1961−90. |                            |                            |                            |                            |                            |                            |                            |                            |                            |                            |                            |                            |                            |
| Font #2: Weatherbase                                |                            |                            |                            |                            |                            |                            |                            |                            |                            |                            |                            |                            |                            |

## Transport

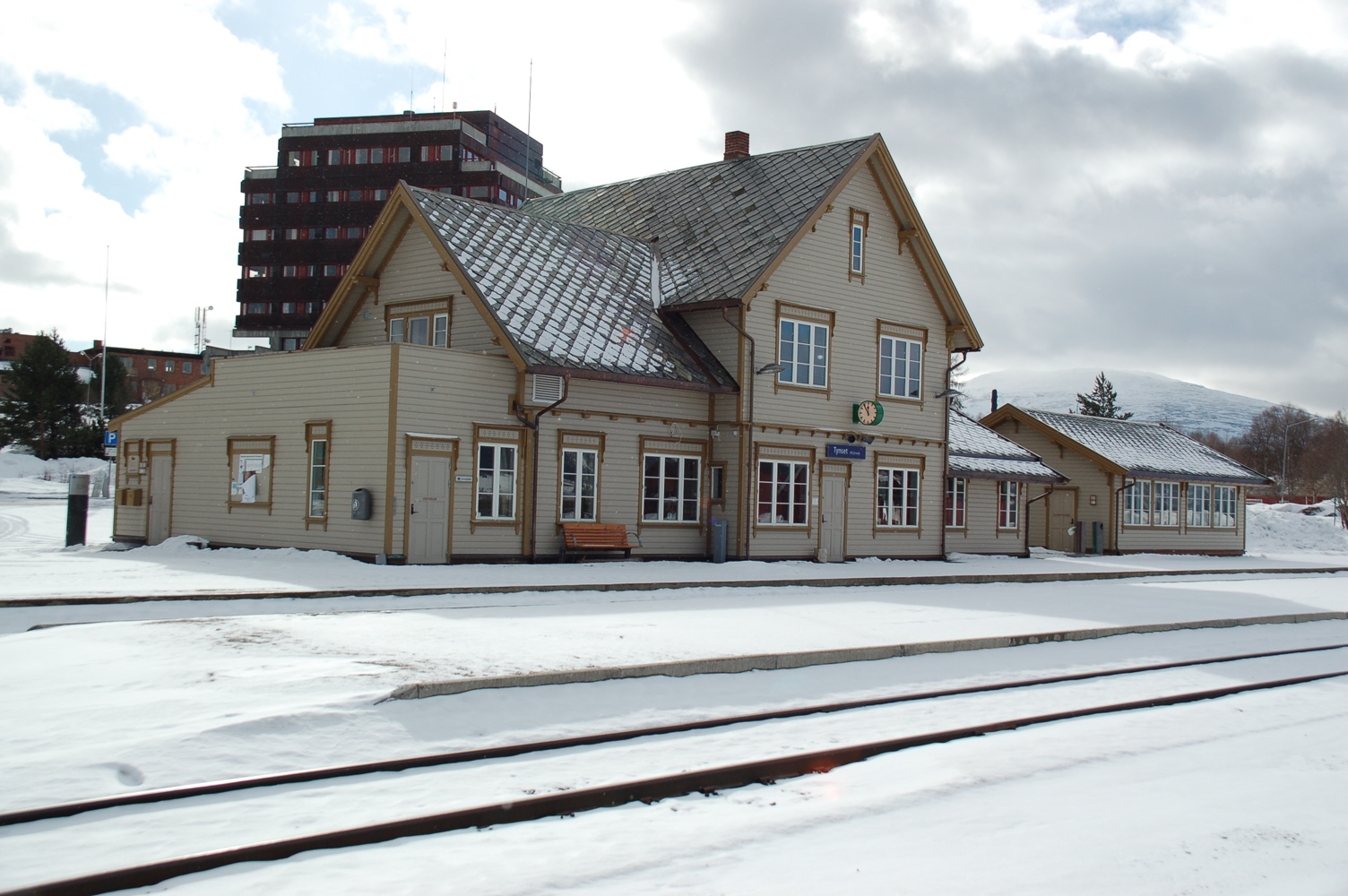
Estació de tren de Tynset.

Al poble s'hi pot arribar fàcilment per ferrocarril, carretera i aire. La via troncal Rv3, la ruta més curta entre Oslo i Trondheim, va a través de Tynset, i la carretera connecta Tynset amb Lillehammer (al sud), amb Røros (al nord-est) i continua més enllà de Suècia. L'Rv30, que passa a través de Rendalen, també continua cap a Suècia. La línia ferroviària de la línia de Røros (Rørosbanen) connecta Tynset amb les principals ciutats d'Oslo i Trondheim. L'aeroport de Røros, a 55 quilòmetres de distància, és part de la xarxa nacional. A Tynset també hi ha un aeròdrom que és utilitzat per les aeronaus més petites.

### Patinets de gel
Tynset produeix la forma tradicional noruega de transport del patinet de gel (en noruec: spark). Es fabrica en dues versions: Rappen i Tarzan. Els patinets de Tynset són els millors a escala mundial.

## Economia

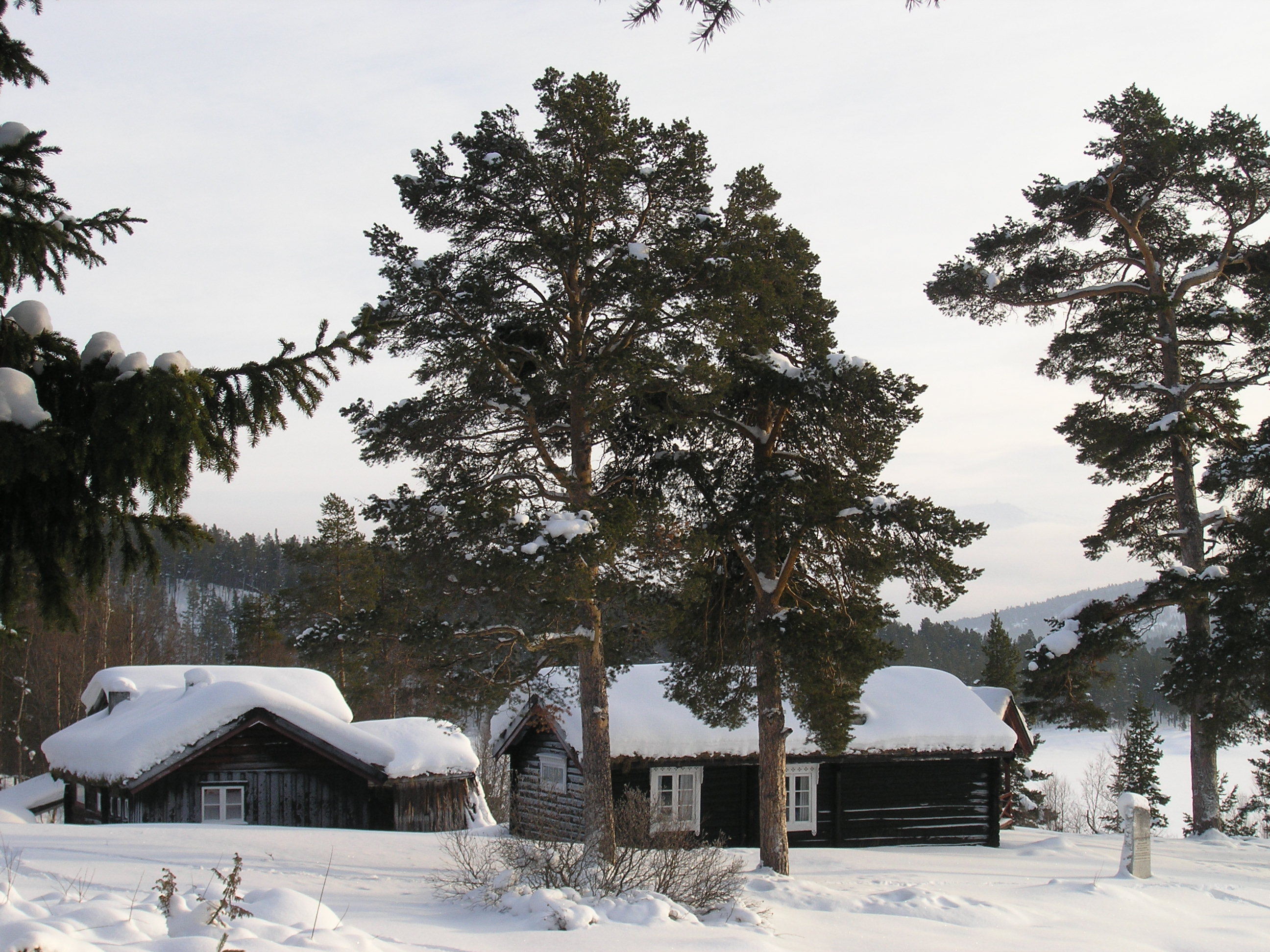
La silvicultura sempre ha estat una de les fonts d'ingressos del municipi.

Amb una població de 5.580; Tynset és el centre municipal de la regió nord d'Østerdalen. Tot i que es tracta d'un modern centre de negocis i comercial amb una àmplia varietat d'activitats comercials, l'agricultura i la silvicultura segueixen sent les formes tradicionals de guanyar-se la vida. No obstant això, les indústries d'administració i serveis municipals, com ara la indústria informàtica, dret, finances, i la construcció estan començant a exercir un paper cada vegada més gran. Tynset té la majoria de les funcions d'un centre regional a causa de les seves escoles i hospitals, i molts dels serveis intermunicipals de la regió, naturalment, han estat col·locats en Tynset: El Centre Familiar, Centre de Psicologia Escolar, i altres. Un souvenir comú fabricat a Tynset i amb molt d'èxit és el Troll de làtex, però actualment la producció també s'ha traslladat a l'estranger.

## Cultura
Tynset té una gran vida cultural amb una àmplia gamma d'organitzacions en els esports, música, teatre, les arts, i el treball amb joves.

### Kulturhuset

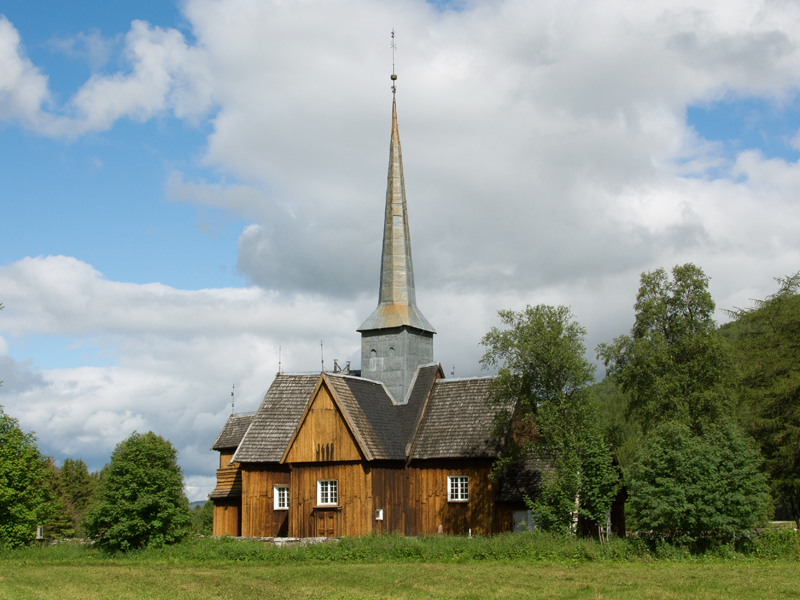
L'església de Kvine, a Tynset.

El Centre per a les Arts (Kulturhuset), obert el 1988, acull concerts, obres de teatre, una sala de cinema, una biblioteca, exposicions d'art, assajos, reunions, conferències i festivals. El Kulturhuset també té una cafeteria, on la gent s'hi reuneix de manera informal.

### Tynsethallene
El primer pavelló d'esports de Tynset (Tynsethallen) va ser construït el 1986. Un segon pavelló d'esports (Holmenkollen) va ser inaugurat deu anys més tard. Una piscina i una petita sala de gimnàstica a l'edifici els connecta per formar un conjunt complet d'instal·lacions esportives que alguns municipis com Tynset poden igualar.

### Savalen
Savalen és conegut internacionalment per la seva pista de gel de patinatge de velocitat, on s'han aconseguit molts registres nacionals i internacionals. Ara, Savalen també ha desenvolupat un camp de futbol, una zona per a esquí de fons i biatló, una zona alpina, i 90 quilòmetres de pistes d'esquí de fons. Savalen s'ha convertit en un lloc que està especialment dissenyat per a persones amb discapacitat, el que inclou rutes de cadires de rodes i un moll de pesca especialment equipat. Savalen ara s'adapta a persones de diferents edats que agraden de diferents activitats a l'aire lliure. Amb els seus diversos tipus d'allotjament Savalen ha arribat a ser reanomenat com una zona de vacances.